# Gaijin Entertainment
Gaijin Entertainment je maďarská (ex-Ruská) vývojářská společnost založená v roce 2002.

## Přehled
Gaijin Entertainment má více než 160 zaměstnanců a specializuje se na vytváření her pro různé platformy (Xbox 360 / PlayStation 3 / Microsoft Windows / iOS). Projekty společnosti získaly ocenění včetně několika japonských herních ocenění jako "Nejlepší simulátor pro next-gen konzole" (IL-2 Sturmovik: Birds of Prey pro Xbox 360 a PlayStation 3), Nejlepší technologie pro Dagor Engine, Nejlepší zvuk a další.
Dnešní Gaijin Entertainment je největším nezávislým videoherním vývojářem v Rusku a oficiálním partnerem Activisionu, 505 Games, Microsoftu, Topware Interactive, SouthPeak Interactive, Sony Computer Entertainment, 1C Company, Apple Inc. a mnoho dalších.

### Recenze
Nejúspěšnější titul Gaijinu je War Thunder, který obdržel 7,2 z 10 od IGN, 8 z 10 od GameSpotu a dostal průměrně ohodnocení 82/100 na Metacriticu.

## Hry
| Název                         | Rok  | Žánr        | Hodnocení Metacritic | Platformy | Platformy | Platformy | Platformy | Platformy | Platformy | Platformy | Platformy | Platformy | Platformy   |
| Název                         | Rok  | Žánr        | Hodnocení Metacritic | Win       | Mac       | Linux     | X360      | PS3       | PS4       | Android   | iOS       | PSP       | Nintendo DS |
| ----------------------------- | ---- | ----------- | -------------------- | --------- | --------- | --------- | --------- | --------- | --------- | --------- | --------- | --------- | ----------- |
| Adrenaline                    | 2005 | Závodní     | ?/100                | Ano       | Ne        | Ne        | Ne        | Ne        | Ne        | Ne        | Ne        | Ne        | Ne          |
| Anarchy: Rush Hour            | 2010 | Závodní     | 59/100               | Ne        | Ne        | Ne        | Ne        | Ano       | Ne        | Ne        | Ne        | Ne        | Ne          |
| Apache: Air Assault           | 2010 | Akční       | 64/100               | Ano       | Ne        | Ne        | Ano       | Ano       | Ne        | Ne        | Ne        | Ne        | Ne          |
| Blades of Time                | 2012 | Akční       | 63/100               | Ne        | Ne        | Ne        | Ano       | Ano       | Ne        | Ne        | Ne        | Ne        | Ne          |
| Birds of Steel                | 2012 | Simulátor   | 77/100               | Ne        | Ne        | Ne        | Ano       | Ano       | Ne        | Ne        | Ne        | Ne        | Ne          |
| Braveheart                    | 2010 | Akční/RPG   | 68/100               | Ne        | Ne        | Ne        | Ne        | Ne        | Ne        | Ne        | Ano       | Ne        | Ne          |
| Death Track: Resurrection     | 2010 | Závodní     | 60/100               | Ne        | Ne        | Ne        | Ne        | Ano       | Ne        | Ne        | Ne        | Ne        | Ne          |
| IL-2 Sturmovik: Birds of Prey | 2009 | Simulátor   | 81/100               | Ne        | Ne        | Ne        | Ano       | Ano       | Ne        | Ne        | Ne        | Ano       | Ano         |
| Wings of Prey                 | 2009 | Simulátor   | 78/100               | Ano       | Ne        | Ne        | Ne        | Ne        | Ne        | Ne        | Ne        | Ne        | Ne          |
| Wings of Luftwaffe            | 2010 | Simulátor   | 74/100               | Ano       | Ne        | Ne        | Ne        | Ne        | Ne        | Ne        | Ne        | Ne        | Ne          |
| Modern Conflict               | 2010 | Strategie   | 77/100               | Ne        | Ne        | Ne        | Ne        | Ne        | Ne        | Ano       | Ano       | Ne        | Ne          |
| Modern Conflict 2             | 2011 | Strategie   | ?/100                | Ne        | Ne        | Ne        | Ne        | Ne        | Ne        | Ne        | Ano       | Ne        | Ne          |
| Skydive: Proximity Flight     | 2013 | ---         | 62/100               | Ne        | Ne        | Ne        | Ne        | Ano       | Ne        | Ne        | Ne        | Ne        | Ne          |
| X-Blades                      | 2009 | Akční       | 54/100               | Ano       | Ne        | Ne        | Ano       | Ano       | Ne        | Ne        | Ne        | Ne        | Ne          |
| Run′n′Gun                     | 2013 | ---         | 61/100               | Ne        | Ne        | Ne        | Ne        | Ne        | Ne        | Ne        | Ano       | Ne        | Ne          |
| Dance Magic                   | 2013 | Taneční     | ?/100                | Ne        | Ne        | Ne        | Ne        | Ano       | Ne        | Ne        | Ne        | Ne        | Ne          |
| Fantasy Conflict              | 2012 | Dobrodružný | 70/100               | Ne        | Ne        | Ne        | Ne        | Ne        | Ne        | Ano       | Ano       | Ne        | Ne          |
| War Thunder                   | 2016 | Akční MMO   | 82/100               | Ano       | Ano       | Ano       | Ano       | Ne        | Ano       | Ano       | Ne        | Ne        | Ne          |
| Star Conflict                 | 2014 | Akční MMO   | 75/100               | Ano       | Ano       | Ano       | Ne        | Ne        | Ne        | Ne        | Ne        | Ne        | Ne          |
| Crossout                      | 2017 | Akční MMO   | ?/100                | Ano       | Ne        | Ne        | Ne        | Ne        | Ano       | Ne        | Ne        | Ne        | Ne          |